# Henry B. Snell

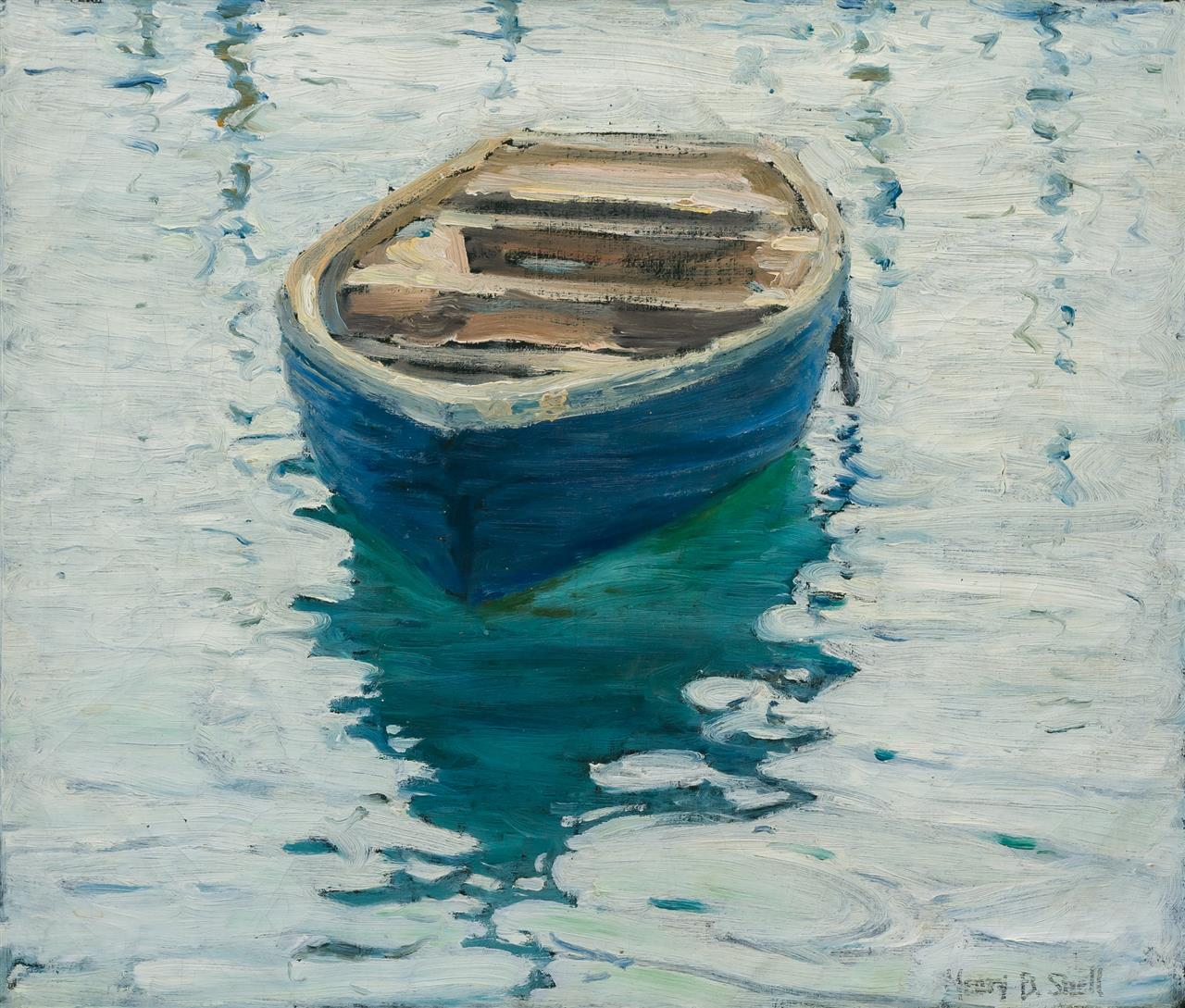
Henry Bayley Snell, Reflections

Henry B. Snell (* 29. September 1858 in Richmond; † 17. Januar 1943 in New Hope) war ein US-amerikanischer impressionistischer Maler und Kunstlehrer. Er malte viele amerikanische Motive, wurde aber auch für seine Szenen am Hafen von St. Ives in Cornwall bekannt. Seine Gemälde befinden sich in Museumssammlungen wie dem Metropolitan Museum of Art in New York City, des Buffalo AKG Art Museum in Buffalo und der Pennsylvania Academy of the Fine Arts in Philadelphia.

## Leben und Herkunft

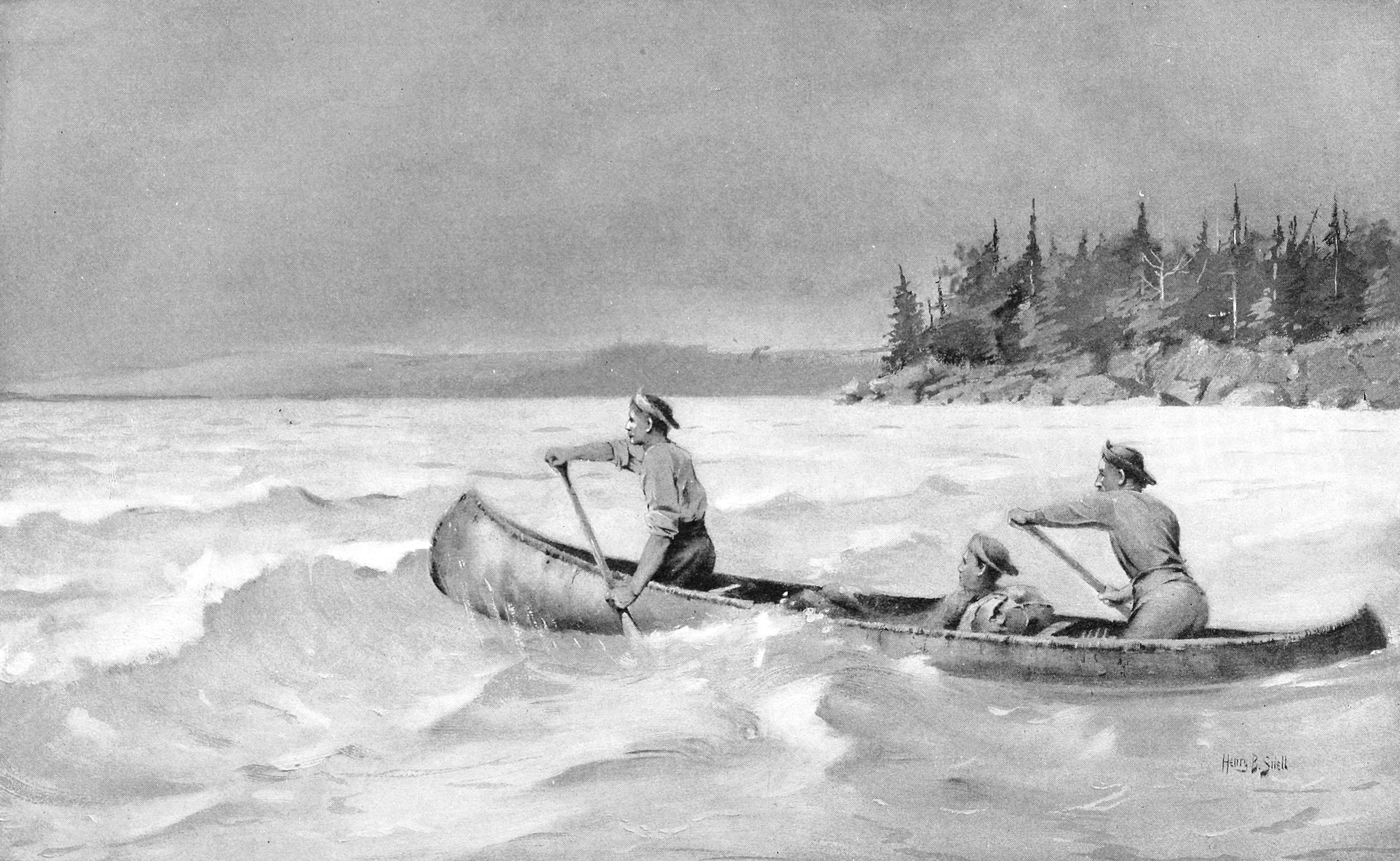
Henry B. Snell, Outing-Ward Bound (1899)

Henry Bayley Snell wurde in Richmond (England) als Sohn von Edward und Elizabeth Snell geboren. Im Alter von siebzehn Jahren wanderte er in die Vereinigten Staaten aus und studierte 1882/83, 1888 und 1889/90 Malerei an der Art Students League in New York.
Zu Beginn der 1880er Jahre verdiente er seinen Lebensunterhalt mit der Herstellung von Marineszenen bei der Druckerei und Radieranstalt Photoengraving Company, wo er den Künstler William Langson Lathrop (1859–1938) kennenlernte. Im Jahr 1888 heiratete er die Künstlerin Florence Francis, die ebenfalls aus England stammte.

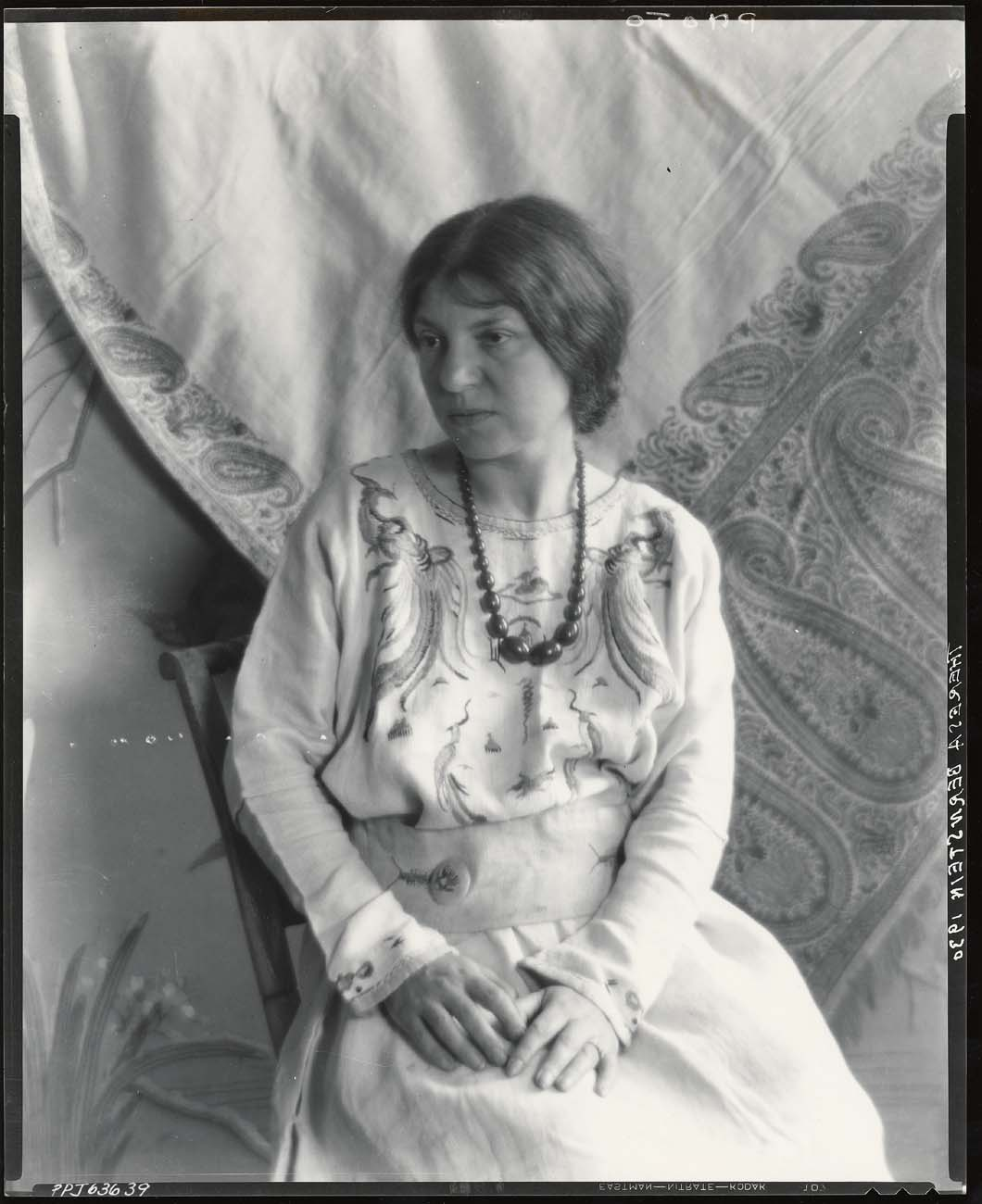
Theresa Bernstein (um 1930)

Es wird angenommen, dass Snell und seine Frau bereits 1898 nach Bucks County kamen. Sie verbrachten viele Nachmittage im Haus der Lathrops in Phillips’ Mill. Um 1925 ließen sich die Snells in New Hope, Pennsylvania, nieder.
Von 1899 bis 1943 war Snell ein beliebter Dozent an der Philadelphia School of Design for Women, dem heutigen Moore College of Art and Design. Er war auch ein einflussreicher Lehrer und unterrichtete mehrere der Gründungsmitglieder der Philadelphia Ten, auch bekannt als The Ten, die eine Gruppe amerikanischer Künstlerinnen waren und von 1917 bis 1945 gemeinsam ausstellten, darunter Theresa Bernstein.

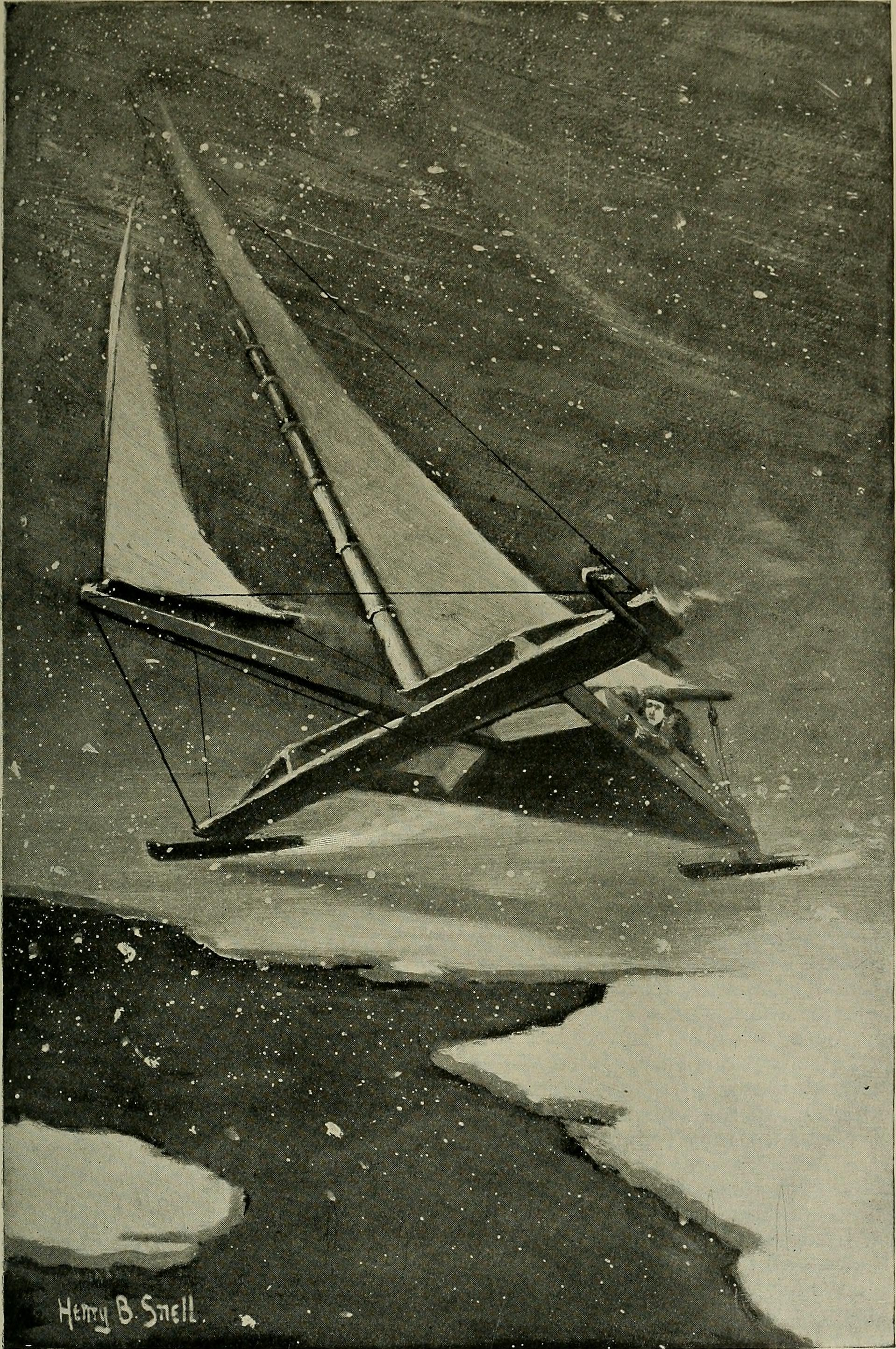
Henry. B. Snell, Outing (1885)

Für die Pariser Weltausstellung von 1900 wurde er zum stellvertretenden Direktor für Bildende Künste der US-Kommission ernannt und 1906 in die National Academy of Design gewählt.
Snell stellte an der Pennsylvania Academy, im Art Club of Philadelphia und im Salmagundi Club in New York aus. Auf der Panama-Pacific International Exposition von 1915 wurde er mit einer Gold- und einer Silbermedaille ausgezeichnet. Im Jahr 1921 gründete er zusammen mit Frank Leonard Allen die Boothbay Studios in Boothbay Harbor in Maine, die als Sommerschule betrieben wurden.
Henry B. Snell starb am 17. Januar 1943 in New Hope, Pennsylvania.